# Артемсіль
«Артемсі́ль» — українське державне виробниче об'єднання з видобутку солі у Донецькій області. Одне з найбільших подібних підприємств планети.

## Історія
Утворене 1976 року. Складається з п'яти шахт (рудників) із закінченим циклом виробництва солі, допоміжних служб, значного житлового та соціального фондів. Чисельність робітників — 3780 осіб. Відлік виробничої діяльності ведеться з 1881 року — вводу в експлуатацію Брянцевської копальні. Шахта № 1 експлуатується з 1898 року. Адміністративний центр — місто Соледар.
Об'єднання «Артемсіль» видобуває і переробляє мінерал галіт, забезпечуючи населення і промисловість кухонною кам'яною сіллю, а металургію, хімічну галузь, сільське господарство та інші галузі — високоякісним та дешевим хлористим натрієм для промислового вжитку.
В межах гірничих відводів залягає 5 продуктивних пластів Артемівського родовища потужністю 7…45 м з кутом падіння 3…5°. Розробляється 2 пласта на глибинах 120—400 м. Газовиділення з пластів та бокових порід відсутні. Коефіцієнт міцності солі — 2. Вік сольових відкладів становить 220—280 млн років. Основна система розробки — камерно-стовпова, довгими камерами за простиранням із залишенням міжкамерних стрічкових ціликів. У камері ведеться пошарова виїмка пласта гірничими комбайнами, буро-вибухові роботи не застосовуються.
Транспортування солі від вибою до стовбура виконується електричними самохідними вагонами та конвеєрами. Кам'яна сіль на технологічних комплексах поверхні класифікується та подрібнюється до заданих стандартами класів, розфасовується у споживчу тару (пачки, пакети, мішки тощо) і відвантажується споживачам залізничним та автомобільним транспортом. Максимальний річний видобуток досягає 7226,3 тисячі тон (1991). Сіль характеризується високим вмістом хлориду натрію — до 98-99 %, а також наявністю практично всіх природних життєво необхідних мікроелементів і підвищеною екологічною чистотою. Це обумовило широкий попит на артемівську сіль як в Україні, так і за кордоном, зокрема в країнах СНД та Західної Європи.

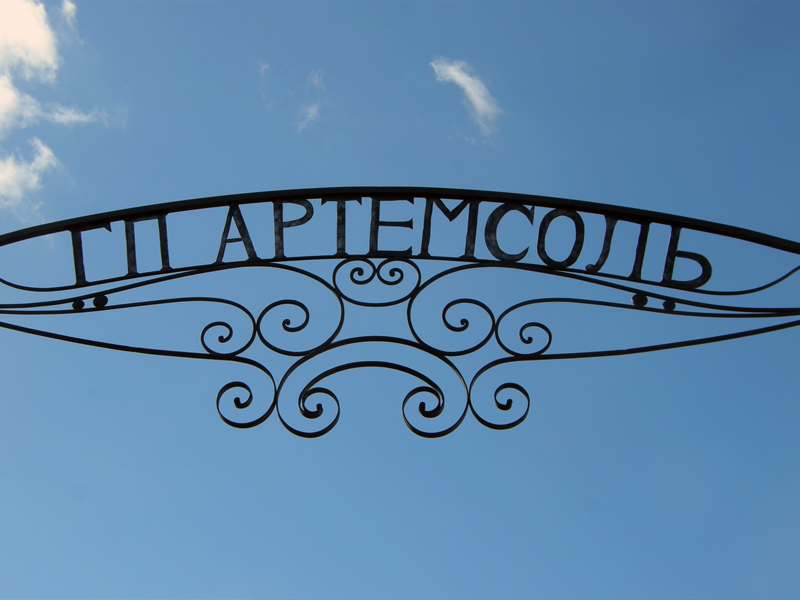
вивіска
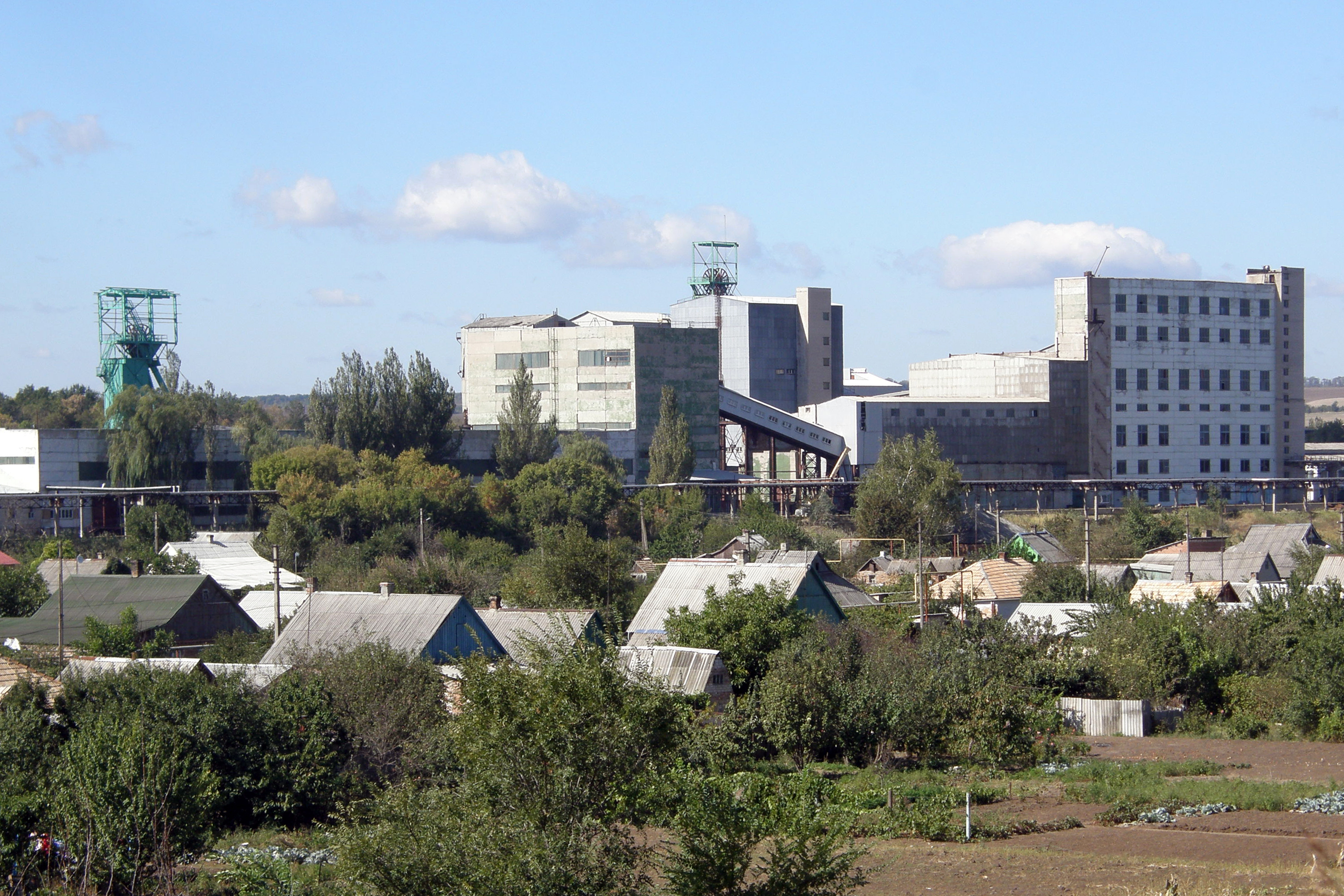
соляна шахта № 4
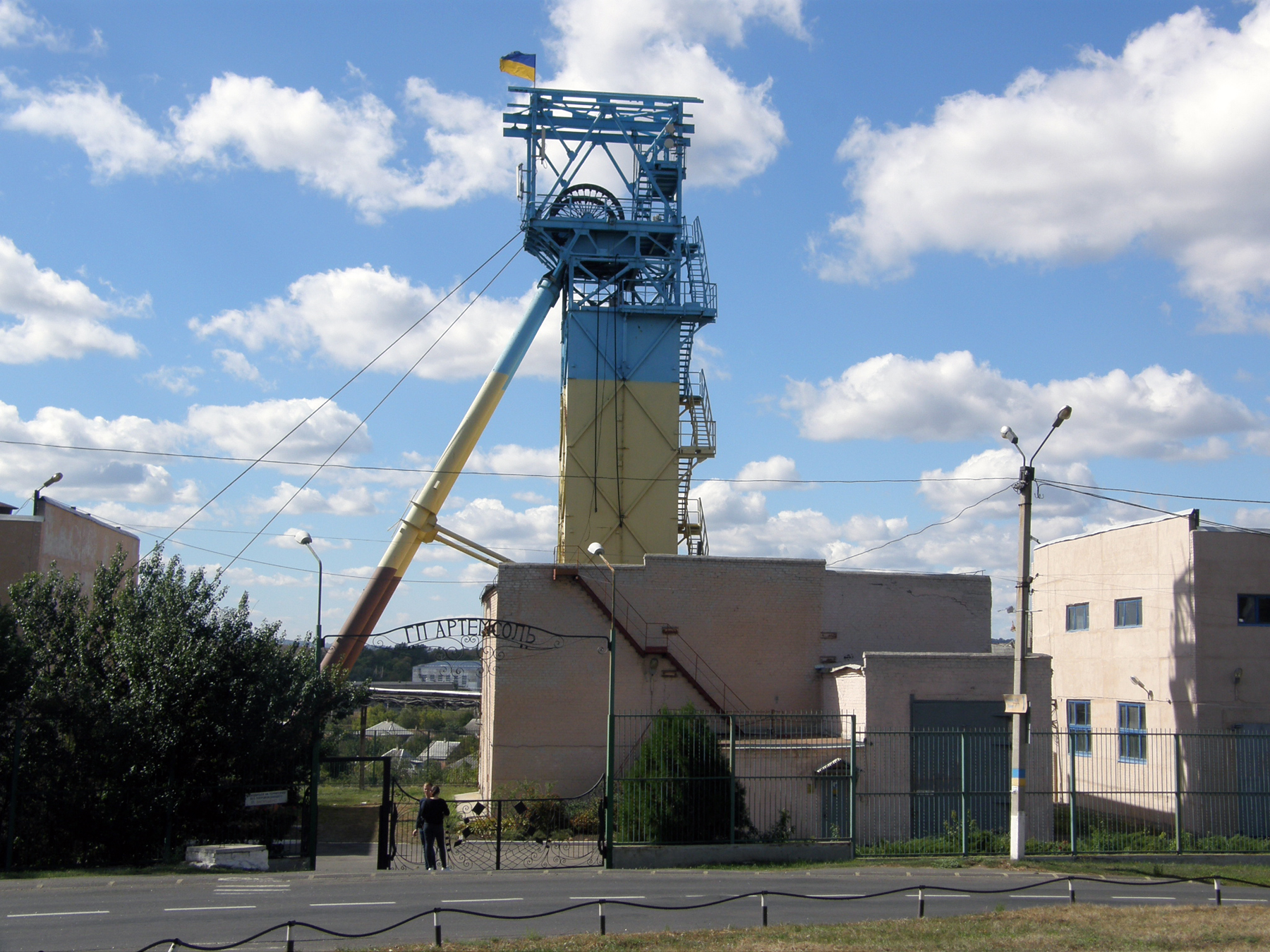
екскурсійна шахта
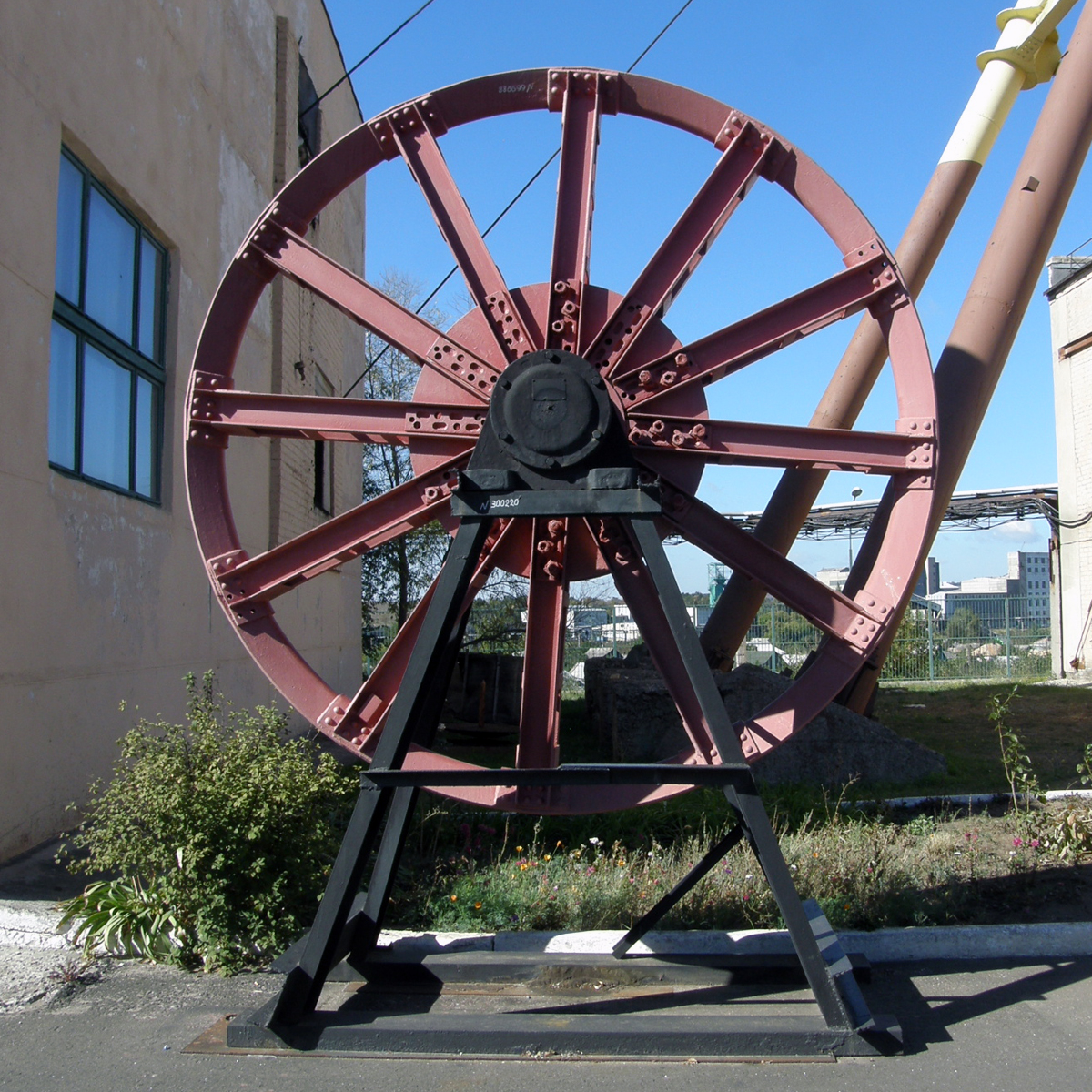
копровий крутень

### Російсько-українська війна
Станом на другу половину травня 2022 року до Соледара наблизилась лінія фронту, росіяни не припиняли спроб оточити ЗСУ в Сівєродонецьку та Лисичанську.
Через постійні обстріли роботу підприємства зупинили. Було частково зруйновано адміністративну будівлю, були влучання в рудники та матеріальний склад. Крім того, більшість мешканців Соледара на цей час евакуювались і більшості працівників не було на місці.
25 липня після російського обстрілу підприємства сталася пожежа у складській будівлі.
21 лютого 2023 року «Артемсіль» разом з United24 до річниці війни випустили спеціальну партію солі «Міць» із Соледара, розділивши 20 тонн на 100 тисяч символічних пачок, купивши яку можна підтримати розвідку. Прибуток з кожної пачки йде на дрони-камікадзе. Придбати таку сіль можна було у магазинах Сільпо або онлайн на Rozetka.

## Керівники
- 23.06.2015 — 06.07.2016 Журавльов Андрій Юрійович.
- 06.07.2016 — 26.04.2017 Доля Володимир Іванович.
- 26.04.2017 — 21.02.2018 Луценко Вікторія Іванівна.
- 21.02.2018 — 06.08.2019 Товстокоренко Юрій Васильович.
- 06.08.2019 — 12.03.2020 Меткий Вадим Васильович.
- 12.03.2020 — 16.10.2020 Фіоктістов Вадим Васильович.
- 16.10.2020 — 19.01.2022 Луценко Вікторія Іванівна.
- 19.01.2022 — т.ч. Юрін Віктор Олегович.

## Приватизація
3 березня 2020 року було вирішено виставити «Артемсіль» на приватизацію через аукціон, але наприкінці цього ж року підприємство було вилучено зі списку об'єктів, дозволених для приватизації.

## Розслідування
У листопаді 2018 року АМКУ оштрафував компанію за монополізм. У 2015—2016 роках вона використовувала різні ціни для покупців за договорами купівлі-продажу і дилерів за дилерськими контрактами.
У грудні 2019 ДБР викрило одного з керівників компанії на отриманні хабаря розміром 800 тис. грн за прискорення перерахування грошей за підрядні роботи, замовником яких було це підприємство.

### Адреса
84500, Україна, Донецька область, Соледар, вул. Чкалова, 1а.